# Hessiano (soldado)

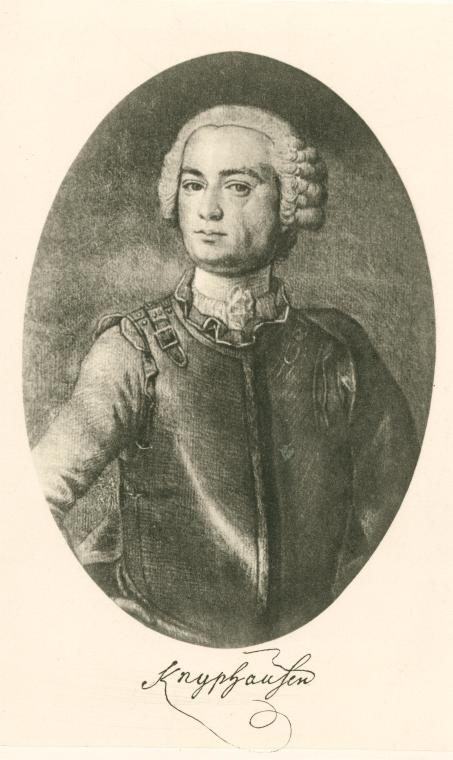
Wilhelm von Knyphausen, comandante de los hessianos en la guerra de Independencia de Estados Unidos.

Se conoció como hessianos (también hesianos) a los auxiliares mercenarios alemanes del siglo XVIII contratados para el servicio paramilitar por el gobierno británico, que consideró más sencillo destinar dinero a pagar por su servicio que reclutar soldados propios. Estos mercenarios recibieron su nombre del Estado alemán de Hesse-Kassel, de donde provenía el mayor contingente de sus fuerzas. Los británicos contrataron tropas hessianas para combatir en diversos conflictos del siglo XVIII, pero se les asocia con mayor frecuencia con sus esfuerzos bélicos en la guerra de Independencia de los Estados Unidos (1775-1783).
Unos 30.000 soldados alemanes lucharon para los británicos durante la guerra de Independencia de los Estados Unidos, una cuarta parte de los soldados que los británicos enviaron al continente americano. Entraron en servicio como unidades completas, enarbolando sus propios estandartes alemanes, bajo las órdenes de sus oficiales habituales y vistiendo sus uniformes preexistentes. El mayor contingente provenía del Estado de Hesse, que proporcionó cerca del 40 por ciento de las tropas alemanas que lucharon por los británicos, mientras que el resto fueron contratadas desde pequeños Estados germánicos. Otras unidades alemanas fueron destinadas a servir como guarnición en las islas británicas para dejar libres a soldados regulares británicos, con el fin de que sirvieran en Norteamérica.
La propaganda patriota presentaba a los soldados hessianos como mercenarios extranjeros sin interés en América. Muchos de los hombres se vieron obligados a entrar en servicio mediante reclutamiento forzoso y los desertores eran ejecutados sumariamente o golpeados por la compañía al completo. Los prisioneros de guerra hessianos realizaron trabajos forzados en granjas locales y se les ofrecieron terrenos como compensación por desertar, a lo que muchos accedieron.

## Historia
Los pequeños Estados alemanes contaban con soldados profesionales cuyos príncipes estaban dispuestos a poner a disposición de otros ejércitos. Cuando un conflicto militar estallaba, estos Estados proporcionaban un rápido suministro de tropas entrenadas y equipadas para entrar en acción de inmediato. John Childs escribió:

Entre 1706 y 1707 10 000 hessianos sirvieron como cuerpo en el ejército de Eugenio de Saboya en Italia antes de trasladarse a los Países Bajos Españoles en 1708. En 1714 fueron arrendados 6000 soldados a Suecia para su guerra con Rusia, mientras que Jorge I de Gran Bretaña contrató a 12 000 hessianos para sofocar el Levantamiento Jacobita. [...] En el apogeo de la Guerra de Sucesión Austriaca, en 1744, 6000 hessianos luchaban con el ejército británico en Flandes, en tanto que otros 6000 estaban en el ejército bávaro. Ya en 1762 24 000 hessianos servían con el ejército de Fernando de Brunswick en Alemania.
John Childs

Hesse-Kassel no llegó a entrar como beligerante en la mayoría de estos conflictos por declarar la guerra a cualquier otro país. Otros ejércitos contrataban el servicio de sus tropas y Hesse-Kassel no tenía ninguna inclinación en particular hacia un resultado u otro del enfrentamiento. Por este motivo era posible hallar hessianos que servían en ejércitos británicos y bávaros en bandos opuestos de la guerra de sucesión austriaca. El historiador Charles Ingrao afirma que el príncipe local había convertido Hesse en un "Estado mercenario" al ofrecer sus regimientos para financiar su gobierno.

### Guerra de Independencia de Estados Unidos

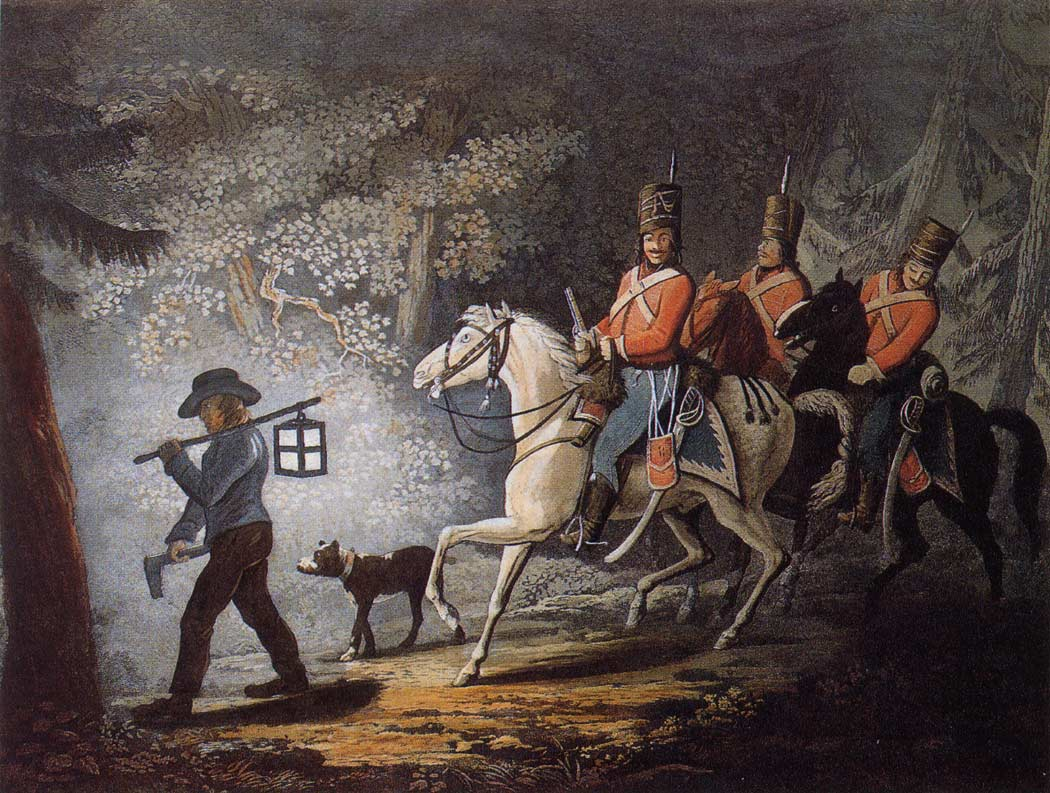
Húsares hessianos durante la Guerra de Independencia (C. Ziegler, tras Conrad Gessner, 1799).

Durante la guerra de Independencia de Estados Unidos el Landgrave Federico II de Hesse-Kassel y otros príncipes alemanes ofrecieron algunas de las unidades de sus ejércitos regulares a Gran Bretaña para su uso en la lucha contra los rebeldes durante la Revolución Americana. Unos 30,000 de estos hombres sirvieron en Norteamérica, donde se les dio el nombre de hessianos porque el grupo más grande, 12,992 de un total de 30,067, venían de Hesse-Kassel. No llegaron por su cuenta, sino como unidades completas con sus uniformes, estandartes, equipamiento y oficiales habituales.
Además de las unidades enviadas por Hesse-Kassel participaron otras enviadas por el conde Guillermo I de Hesse-Hanau, por el duque Carlos I de Brunswick-Wolfenbüttel, por el príncipe Federico de Waldeck, por el margrave Carlos Alejandro de Ansbach-Bayreuth y por el príncipe Federico Augusto de Anhalt-Zerbst.
Los hessianos constituían aproximadamente una cuarta parte de las fuerzas desplegadas por los británicos en la Guerra de Independencia. Estas incluían jäger, húsares, tres compañías de artillería y cuatro batallones de granaderos. La mayoría de la infantería la formaban chasseurs (tiradores de élite), mosqueteros y fusileros. La infantería de línea estaba armada con mosquetes, mientras que la artillería hessiana usaba cañones de tres libras. Los batallones de élite jäger usaban el büchse, un rifle corto de gran calibre adecuado para el combate en zonas boscosas. Al principio, entre 500 y 600 hombres formaban cada regimiento; ya avanzada la guerra, los regimientos estaban formados solo por 300 a 400 hombres.
Unos 18 000 soldados hessianos fueron los primeros en llegar a Norteamérica en 1776, los demás llegaron con posterioridad. Desembarcaron en Staten Island, en Nueva York, el 15 de agosto de 1776, y su primer combate tuvo lugar en la Batalla de Long Island. En adelante, lucharon en casi todas las batallas de la guerra, aunque después de 1777 los británicos los destinaron sobre todo a servicios de guarnición y de patrulla. Cierto número de hessianos combatió en las batallas y campañas en los estados del sur en el periodo 1778-80, incluida la de Guilford Courthouse, y dos regimientos tomaron parte en la batalla de Yorktown en 1781.
Los colonos, tanto rebeldes como lealistas, a menudo temían a los hessianos, creyendo que eran mercenarios brutales y codiciosos. Por el contrario, los diarios de los hessianos suelen expresar su desaprobación por la conducta de las tropas británicas hacia los colonos, que incluía la destrucción de propiedades y ejecuciones ocasionales de prisioneros, acto este doblemente perturbador cuando entre los colonos se hallaban colonos germanos.
Los soldados rasos británicos, de forma parecida a los rebeldes, desconfiaban de los hessianos germanohablantes y, a pesar de su desempeño militar, a menudo les trataban con desprecio.

El capellán narra entonces el caso de un subalterno jäger al que atacó "un inglés ebrio como una cuba" con la declamación: "¡Malditos seáis, franchutes, os lleváis nuestra paga!" El encolerizado hessiano replicó: "Soy alemán y tú eres una mierda". A esto siguió un duelo improvisado con sables en el que el inglés recibió una herida mortal. El capellán apunta que el general Howe perdonó al oficial jäger y publicó la orden de que "los ingleses deben tratar a los alemanes como hermanos". Esta orden empezó a tener influencia cuando "nuestros alemanes, dados a la educación como son" empezaron a "chapurrear algo de inglés". Aparentemente esto era un prerrequisito para que los ingleses les mostraran algún aprecio.

### Prisioneros hessianos

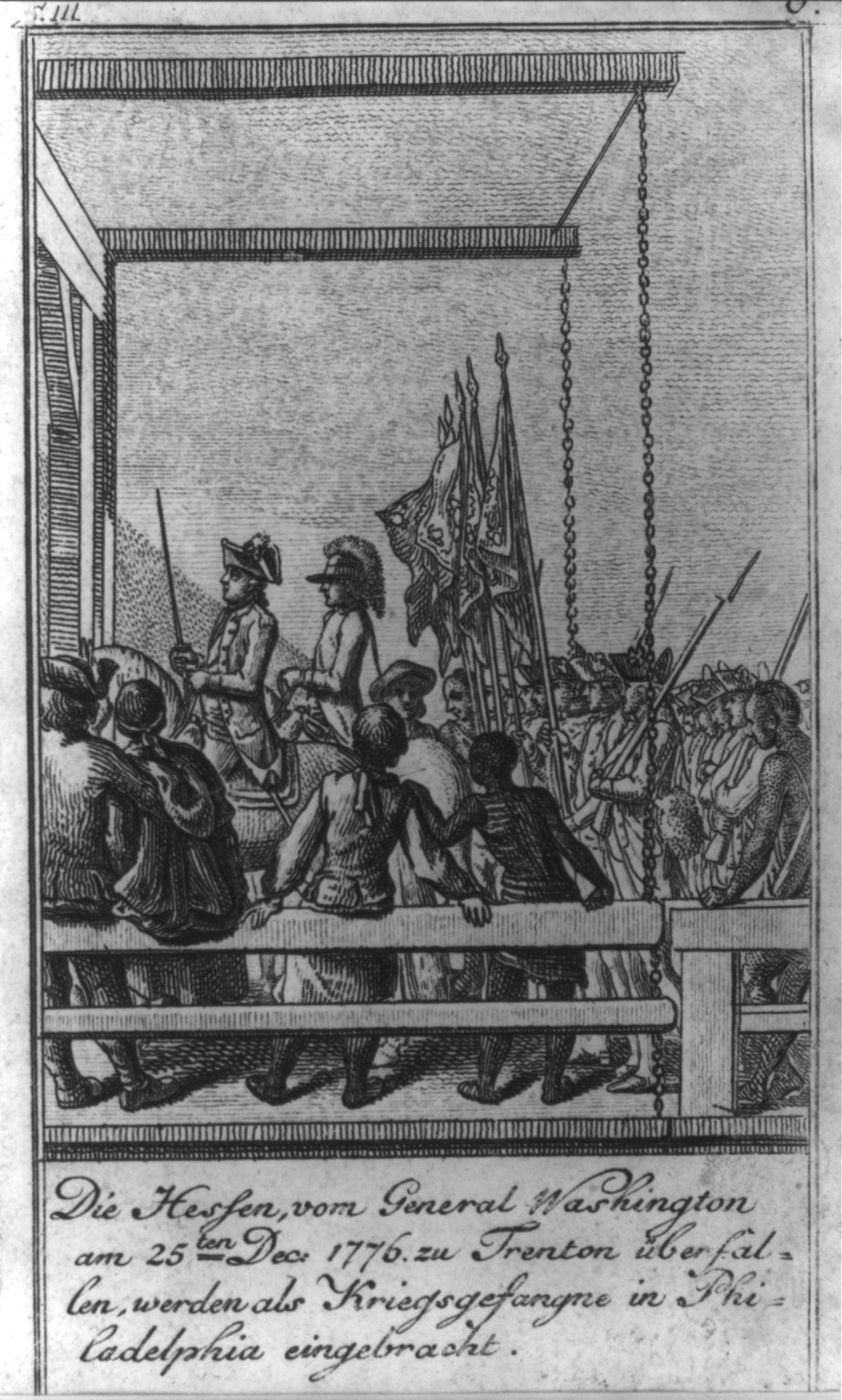
Soldados hessianos en Filadelfia tras su captura en la Batalla de Trenton.

El Ejército Continental del general George Washington había cruzado el río Delaware para lanzar un ataque contra los hessianos a primera hora de la mañana del 26 de diciembre de 1776. En la batalla de Trenton los continentales arrasaron a la fuerza de 1400 hessianos causándoles unos 20 muertos, 100 heridos y 1000 prisioneros.
Los hessianos capturados en la batalla de Trenton se vieron obligados a desfilar por las calles de Filadelfia para elevar la moral americana y de hecho la rabia contra su presencia contribuyó que el Ejército Continental reclutara nuevos soldados. La mayoría de los soldados acabaron como mano de obra en las granjas.
A principios de 1778 habían empezado las negociaciones entre Washington y los británicos para el intercambio de prisioneros. Nicholas Bahner, Jacob Strobe, George Geisler y Conrad Kramm fueron algunos de los soldados hessianos que desertaron de las fuerzas británicas después de haber sido liberados a cambio de prisioneros de guerra rebeldes. Estos hombres se vieron perseguidos tanto por los británicos, por ser desertores, como por los colonos por ser enemigos extranjeros.
Los rebeldes intentaron que los hessianos desertaran de los británicos y se unieran a la ya importante población germanoestadounidense. El Congreso de Estados Unidos autorizó la oferta de cincuenta acres (unas veinte hectáreas) de tierra a cada soldado hessiano para animarlos a desertar. A los soldados británicos se les ofrecían de 50 a 800 acres, dependiendo de su graduación.
En agosto de 1777 una carta satírica, "The Sale of the Hessians" ("La venta de los hessianos"), tuvo mucha popularidad. La carta afirmaba que un comandante hessiano quería que más de sus soldados muriesen para recibir mejores compensaciones. Durante muchos años el autor de la carta permaneció anónimo. En 1874 John Bigelow la tradujo al inglés desde una versión en francés y aseguró que la había escrito Benjamin Franklin y la incluyó en su biografía, La vida de Benjamin Franklin, publicada aquel año. A pesar de todo no parece haber pruebas que apoyen tal afirmación.
Cuando el general británico John Burgoyne se rindió al general estadounidense Horatio Gates durante la Campaña de Saratoga en 1777, el número de hombres bajo su mando era de unos 5800. La rendición se negoció en la Convención de Saratoga y lo que quedaba del ejército de Burgoyne pasó a ser conocido como Ejército de la Convención. Un porcentaje alto del Ejército de la Convención consistía en soldados "hessianos" de Brunswick-Luneburgo a las órdenes del general Riedesel. Los estadounidenses trasladaron a los prisioneros a Charlottesville, Virginia, donde se les encerró en los Barracones de Albemarle hasta 1781, y de allí se les envió a Reading, Pensilvania, donde permanecieron hasta su liberación en 1783.

### Prisioneros de guerra en Lancaster
Muchos prisioneros hessianos permanecieron en campos en la ciudad interior de Lancaster, Pensilvania. Lancaster era un centro de población importante de Pensilvania Dutch que trataron bien a los prisioneros alemanes. Los hessianos respondieron de manera favorable y algunos se ofrecieron voluntarios para trabajos menores, ayudando así a reemplazar a los hombres locales que servían en el Ejército Continental. Después de la guerra muchos prisioneros de guerra no volvieron a Alemania y en vez de eso aceptaron las ofertas estadounidenses de libertad religiosa y terrenos sin coste, convirtiéndose así en colonos permanentes. Por el contrario, los prisioneros británicos que también estaban encerrados en Lancaster no respondieron de manera favorable al buen trato e intentaron escapar.

### En Nueva Escocia

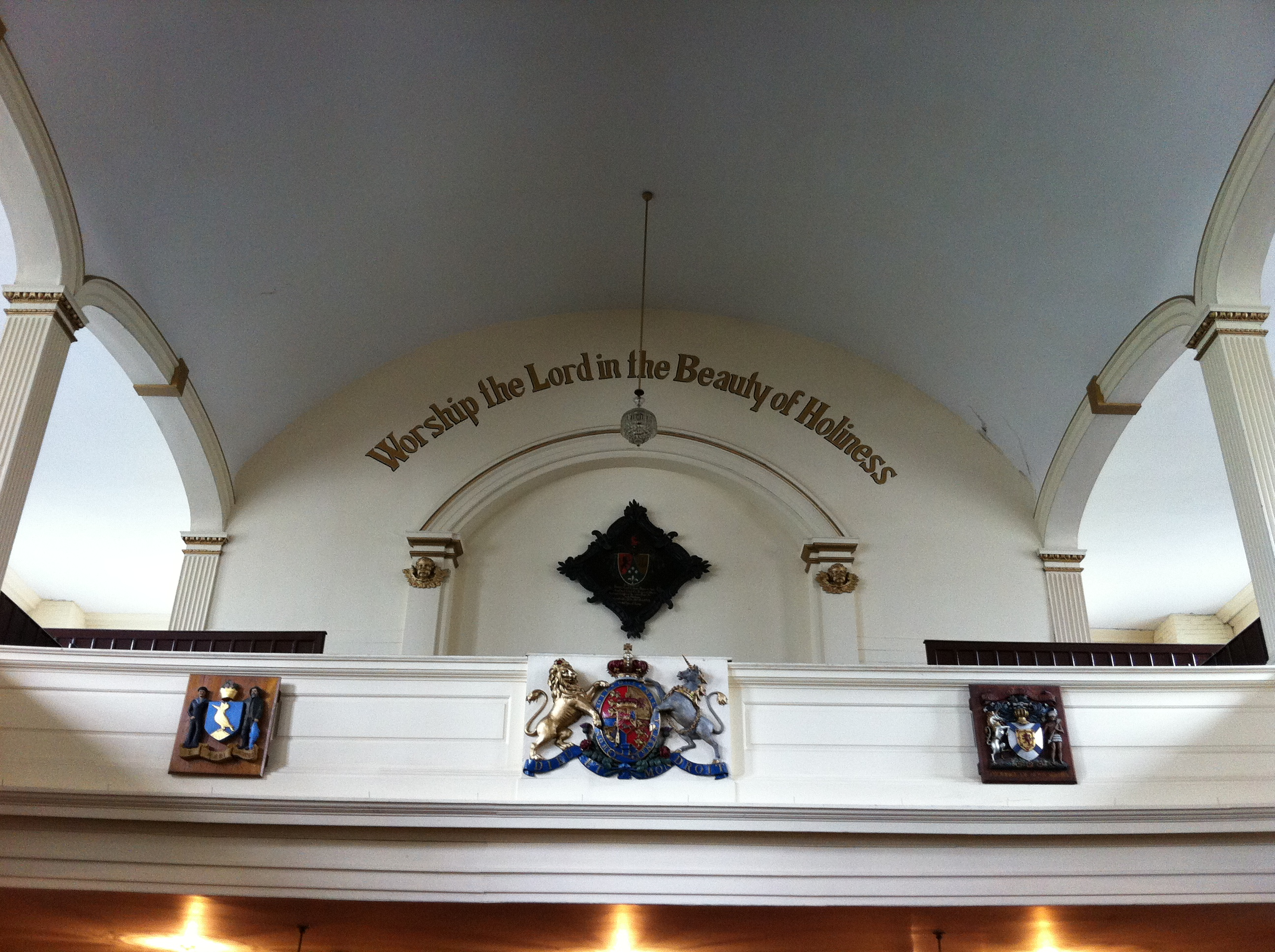
Armería heráldica del barón oberst Franz Carl Ermann von Seitz, Iglesia de San Pablo, Halifax, Nueva Escocia, m. 1792.

Los hessianos sirvieron en Nueva Escocia durante cinco años, de 1778 a 1783, donde protegieron la colonia de corsarios estadounidenses, como cuando respondieron al Saqueo de Lunenburg (1782). Estaban a las órdenes del coronel barón Franz Carl Ermann von Seitz.

### Fin de la guerra

Suerte de los soldados alemanes acabada la Guerra de Independencia: en rojo, regresaron a casa; en azul, muertos por accidentes o enfermedad; en verde, se asentaron en Estados Unidos; en amarillo, muertos en combate.

Cerca de 30 000 hessianos sirvieron en Norteamérica y tras el final de la guerra en 1783, 17 313 soldados hessianos regresaron a sus hogares en Alemania. De los 12 526 que no volvieron, unos 7700 habían muerto: en torno a 1200 murieron en combate y 6354 fallecieron por enfermedad o accidentes, sobre todo por la primera causa. Aproximadamente 5000 hessianos se asentaron en Norteamérica, tanto en Estados Unidos como en Canadá.

### Comandantes
- Wilhelm von Knyphausen
- Coronel barón Franz Carl Erdmann von Seitz. Estuvo a cargo de un regimiento en la Batalla de Fort Washington.[3]
- Coronel Johann Rall, comandante de las fuerzas hessianas en la Batalla de Trenton.

### Unidades en la Guerra de Independencia
Anhalt-Zerbst
- Regimiento Princesa de Anhalt de Rauschenplatt
- Compañía de jägers de Nuppenau
- Compañía de artillería de Anhalt-Zerbst

Ansbach-Bayreuth
- 1.er Regimiento Ansbach-Bayreuth (más tarde Regimiento von Volt; 1.er Batallón de Ansbach)
- 2.º Regimiento Ansbach-Bayreuth (más tarde Regimiento Seybothen; 2.º Batallón de Bayreuth)
- Compañía de jägers de Ansbach
- Compañía de artillería de Ansbach

Brunswick-Wolfenbüttel
- Regimiento de dragones Prinz Ludwig
- Batallón de granaderos Breymann
- Batallón de infantería ligera von Barner
- Regimiento Riedesel
- Regimiento Specht
- Regimiento Prinz Friedrich
- Regimiento von Rhetz
- Compañía de jägers de Brunswick de Geyso

Hesse-Kassel
- Cuerpo de jäger de Hesse-Kassel
- Regimiento de fusileros von Ditfurth
- Regimiento de fusileros Erbprintz (más tarde Regimiento de mosqueteros Erbprintz (1780))
- Regimiento de fusileros von Knyphausen
- Regimiento de fusileros von Lossburg
- Regimiento de granaderos von Rall (más tarde von Woelwarth (1777); von Trümbach (1779); d'Angelelli (1781))
  - 1.er Batallón de granaderos von Linsing
  - 2.º Batallón de granaderos von Block (más tarde von Lengerke)
  - 3.er Batallón de granaderos von Minnigerode (más tarde Löwenstein)
  - 4.º Batallón de granaderos von Köhler (más tarde von Graf; von Platte)

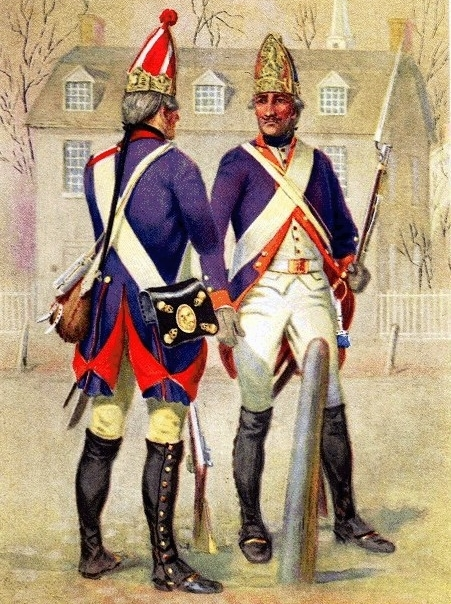
Granaderos hessianos de Hesse-Kassel, por Charles M. Lefferts.

- Regimiento de guarnición von Bünau
- Regimiento de guarnición von Huyn (más tarde von Benning)
- Regimiento de guarnición von Stein (más tarde von Seitz; von Porbeck)
- Regimiento de guarnición von Wissenbach (más tarde von Knoblauch)
- Regimiento de infantería Leib
- Regimiento de mosqueteros von Donop
- Regimiento de mosqueteros von Trümbauch (más tarde von Bose (1779))
- Regimiento de mosqueteros von Mirbach (más tarde von Lossburg (1780))
- Regimiento de mosqueteros Prinz Carl
- Regimiento de mosqueteros von Wutgenau (más tarde Landgraf (1777))
- Cuerpo de artillería de Hesse-Kassel

Hesse-Hanau
- Compañía de artillería de Pausch
- Cuerpo de jägers de Creuzburg
- Frei Corps de Janecke
- Regimiento Erbprinz de Hesse-Hanau

Waldeck
- 3.er Regimiento de Waldeck

## Irlanda en 1798
Después de la batalla de Maguncia en 1795 los británicos mandaron con urgencia fuerzas hessianas a Irlanda en 1798 para ayudar a sofocar la rebelión inspirada por la Sociedad de Irlandeses Unidos, una organización que al principio trabajó para una reforma parlamentaria. Influidos por las revoluciones en Estados Unidos y Francia, sus miembros empezaron a buscar la independencia de Irlanda en 1798.
El 2.º Batallón de rifles del barón Hompesch embarcó el 11 de abril de 1798 en la Isla de Wight con rumbo a Cork y más adelante se les unió el 60.º Regimiento del 5.º Batallón de jäger. Tomaron parte en las batallas de Vinegar Hill y Foulksmills.

## En la cultura popular
- La mosca del trigo recibe el nombre de mosca hessiana (Hessian fly) en los países anglohablantes debido a la creencia de que esta especie, nativa de Asia, llegó a América en los colchones de paja de los hessianos.
- La historia La leyenda de Sleepy Hollow (1820), de Washington Irving, incluye al famoso personaje conocido como el "jinete sin cabeza" que es "el fantasma de un soldado hessiano al que una bala de cañón le arrancó la cabeza en una batalla sin nombre durante la Guerra de Independencia". El personaje ha aparecido en multitud de adaptaciones de la historia.
  - En Sleepy Hollow, la serie de televisión estrenada en 2013, un batallón de mercenarios hessianos sirvió tanto al Imperio británico como al demonio Moloch. Sin embargo, en la serie visten los uniformes rojos de los casacas rojas, se afeitan la cabeza, llevan máscaras y se marcan a sí mismos. Sus descendientes siguen sirviendo a Moloch hasta nuestros días.
- D. W. Griffith coescribió y dirigió el cortometraje The Hessian Renegades (1909), en el que se representan las primeras fases de la Guerra de Independencia.
- En el corto de Merrie Melodies llamado Bunker Hill Bunny (1950), que transcurre durante la Guerra de Independencia, Buggs Bunny se enfrenta al soldado hessiano Sam von Schamm.
- La novela de 1972 The Hessian, de Howard Fast, se centra en un soldado hessiano que intenta escapar.
- Los hessianos aparecen como un enemigo en el videojuego de sigilo de ficción histórica Assassin's Creed III, aunque se les conoce como "jägers" en el juego, donde son soldados veteranos que representan una seria amenaza para el jugador en una batalla campal.
- Aparecen en la primera temporada de la serie de televisión Turn: Washington's Spies como participantes en la Batalla de Trenton además de encontrarse con Abraham Woodhull, en Nueva York.
- Los hessianos son una unidad en el videojuego de 2009 Empire: Total War.
- Los hessianos son nombrados como un antecedente de los "Stormtroopers (Imperial Germany)" en la canción stormtroopers de "sabaton"
- Los hessianos son una unidad de infantería en el juego "Age of Empires III" así como tener un papel protagónico en la campaña Fuego de War Chiefs.